# John de Saulles
John Gerard Longer de Saulles (South Bethlehem, Pensilvânia, 3 de agosto de 1879 - Westbury, Nova Iorque, 1917) era filho de Arthur Brice de Saulles e Catherine Heckscher.
Foi um proeminente atleta  norte-americano, corretor imobiliário e homem de negócios assassinado por sua ex-esposa milionária.

## Vida
John "Jack" de Saulles transformou-se em capitão e "quarterback" da equipe do Universidade de Yale em 1901.
Em 1911, viajou ao Chile como representante da South American Concessions Syndicate em concessões e promoção das estradas de ferro andinas, que conectariam  os sistemas Chile e da Argentina.
Aos 32 anos Saulles conhece Blanca Errázuriz herdeira, e casaram-se em 14 de dezembro de 1911 na na igreja inglesa, em Paris, França.
O casal estabeleceu-se em New York City, onde se transformaram em sócios, na empresa de bens imobiliários de Heckscher & de Saulles.
John participou ativamente na eleição presidencial de 1912 presidencial, organizando 72.000 homens de faculdade para Woodrow Wilson . Na campanha, De Saulles e Wilson transformaram-se em amigos próximos, e ele foi recompensado com uma nomeação como extraordinário de enviado dos EUA e plenipotenciário de ministro a Paraguai, mas depois que o Senado tinha confirmado a nomeação e ele tendo tomado juramento,acabou por renunciar, pois preferiu se concentrar em seu negócio de bens imobiliários do que explicar o porque de seus interesses comerciais aqui o impossibilitarem de aceitar o cargo.

## Divórcio
Em 1915, Blanca, que já era casada e infeliz ao lado de De Saulles, com quem teve um filho, John L. de Saulles, e Rodolfo Valentino se tornaram bons amigos em Nova Iorque, onde ele estava trabalhando como dançarino e havia chamado a atenção pela sua maneira de dançar o tango argentino, que era a mania naquele tempo. Valentino apreciou essa sua inserção na alta sociedade.
Se Valentino e Blanca tiveram realmente um relacionamento romântico é desconhecido, mas Valentino estava tão envolvido com ela que, quando ela o procurou na época do divórcio de seu marido, Valentino concordou em fornecer a prova na corte de que Joan Sawyer, sua sócia de dança, tinha um relacionamento adúltero com De Saulles; e tomou as dores de Blanca sobre as "infidelidades" conhecidas de John.
De Saulles não gostava de Valentino, e após o divórcio ser concedido em dezembro 1916, usou suas conexões políticas para levá-lo à prisão ( juntamente com Mrs. Thyme, que era uma conhecida madame ), por comportamentos inadequados como drogas e sexo. A evidência foi a melhor, pois Valentino estava no lugar errado no momento inoportuno.
Após alguns dias na cadeia, a fiança de Valentino foi baixada de $10.000 para $1.500. O escândalo saiu na mídia e Valentino teve sua imagem denegrida. Ficou sem emprego e sem amigos, mas Blanca ficou-lhe agradecida pelo testemunho pela vida inteira.

## Assassinato

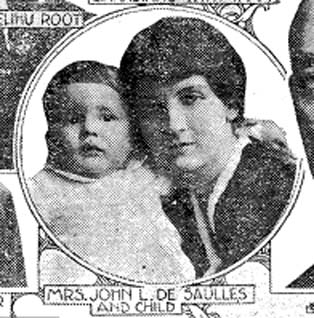
Blanca e o filho

Um pouco depois do divórcio, em 3 de agosto de 1917, Blanca resolveu descansar em Roslyn, na colônia de Meadowbrook, perto Westbury, casa do seu ex-marido.
Tinha reivindicações legais com o ex-marido sobre a custódia de seu filho, desde que havia lhe sido dada a custódia compartilhada com De Saulles, e o mesmo tendo se recusado a reconhecer a decisão de corte. Chegando ao local após as 8 horas da noite, encontrou De Saulles sentado na varanda da casa, a esperando. Começaram discutir e ela, irritada pelas exigências dele em ceder-lhe imediatamente a criança, acabou disparando cinco tiros nele. De Saulles foi levado apressadamente à Nova Iorque, mas faleceu às 10:20 PM. Entretanto, Blanca esperou em casa pela chegada da polícia, a quem se entregou. Foi levada como assassina e encarcerada na cadeia do condado de Nassau, em Mineola.
O caso foi noticiado por meses, mesmo durante a Primeira Guerra Mundial. Blanca foi defendida por Henry Uterhart, criminalista notável, e sua testemunha principal de defesa era Suzanne Monteau, a empregada doméstica francesa de Blanca, que a tinha acompanhado à noite e que deu a mesma versão dos eventos à justiça.
Era considerada a sufragista-mor, e foi retratada como a vítima do nacionalismo predominante na sociedade do seu tempo.
Com o crime, o nome de seu grande amigo Valentino foi à lama novamente, embora ele não tivesse nada a ver com o caso.
Valentino mudou seu nome, que era Rodolfo Guglielmi,  até chegar em  Rodolfo Valentino, para evitar em parte a associação com o novo escândalo de Blanca, e também porque os estadunidenses tinham problemas ao pronunciar Guglielmi. Valentino mudou-se para Hollywood, onde começou sua carreira bem sucedida como ator de cinema. Anos mais tarde tentou contatar Blanca outra vez, mas ela não respondeu a suas chamadas nem concordou em vê-lo.
Blanca Errázuriz foi absolvida unânimemente do assassinato de seu ex-marido, e em 1 de dezembro de 1917 foi dado o veredito.